# 果物籠を持つ少年
『果物籠を持つ少年』（くだものかごをもつしょうねん、伊: Fanciullo con canestro di frutta, 英: Boy with a Basket of Fruit）は、イタリアのバロック期の巨匠ミケランジェロ・メリージ・ダ・カラヴァッジョがキャンバス上に油彩で制作した絵画である。この絵画は、生まれ故郷のミラノからローマに新たに到着したカラヴァッジョが、競争の激しいローマの芸術界に進出していた時期に遡るもので、カラヴァッジョが画家ジュゼッペ・チェーザリ、別名カヴァリエール・ダルピーノの工房で働いていた時期の1595年ごろに描かれたと見られる。作品はシピオーネ・ボルゲーゼ枢機卿のコレクションに由来し、1902年にイタリア政府によって購入されて以来、ローマのボルゲーゼ美術館に所蔵されている。

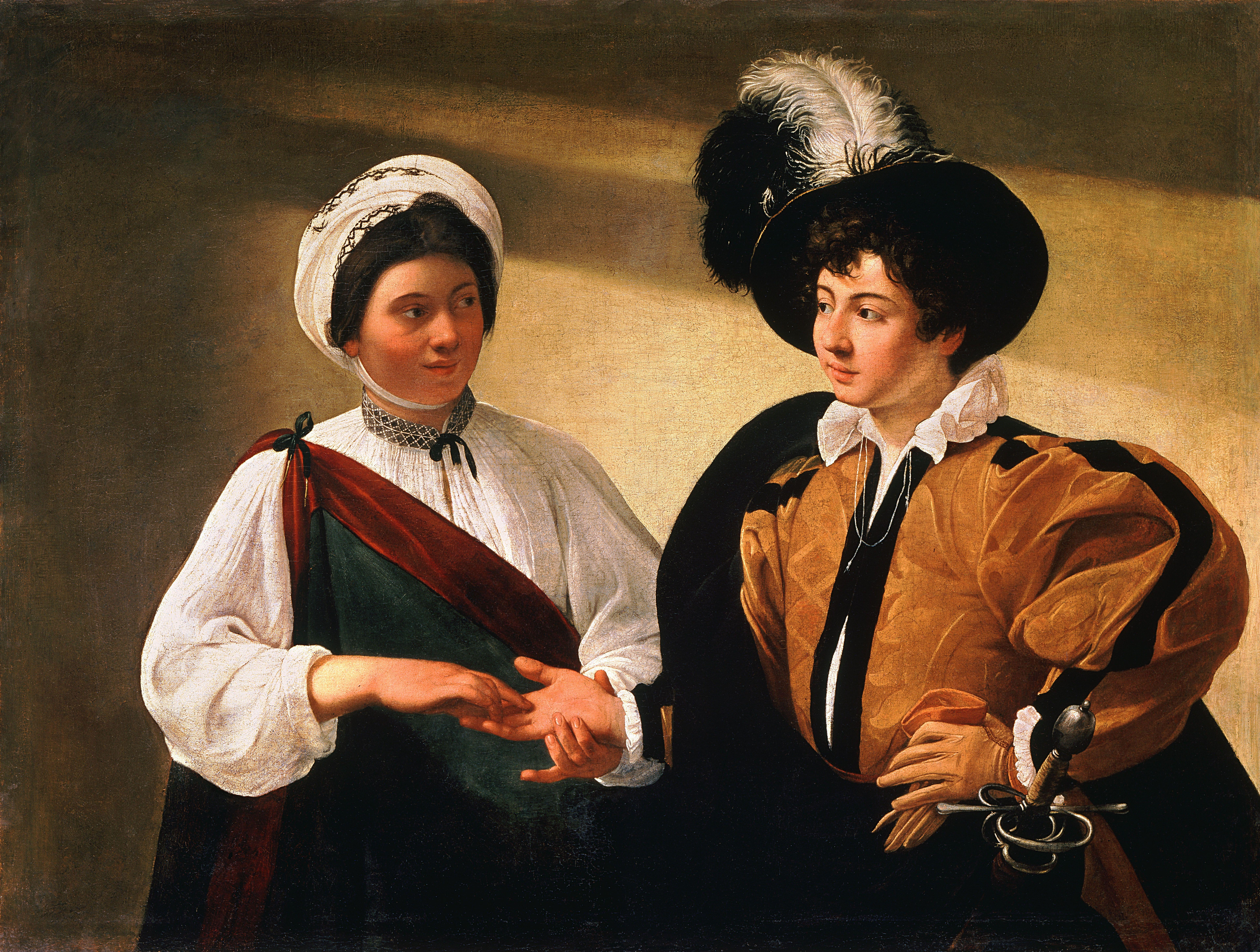
カラヴァッジョ『女占い師』 (1595-1598年ごろ)、ルーヴル美術館、パリ

## 背景
ダルピーノは1607年に銃器を不法に所持していた咎で所有作品すべてをパウルス5世 (ローマ教皇) に押収されたが、直後にそれらの作品は教皇の甥シピオーネ・ボルゲーゼ枢機卿に与えられた。本作は『病めるバッカス』 (ボルゲーゼ美術館、ローマ) 同様、ダルピーノから押収された作品に含まれていたため、カラヴァッジョがダルピーノの工房にいた時期に制作されたとも考えられるが、根拠があるわけではない。伝記作者で画家のジョヴァンニ・バリオーネによれば、『病めるバッカス』が制作されたのはカラヴァッジョがダルピーノの工房を出た後となっており、本作もその可能性がある。
絵画のモデルはカラヴァッジョの友人かつ仲間であったシチリアの画家マリオ・ミンニーティで、当時およそ16歳であった。確実なこととして、作品の制作年はミンニーティがローマに到着した1593年より以前ではありえないが、『女占い師』 (カピトリーノ美術館、ルーヴル美術館) や『トランプ詐欺師』（キンベル美術館）などほぼ同じ時期の一層複雑な作品（モデルとしてミンニーティが登場する）よりも以前の制作であると考えられている。なお、研究者ヴィットリオ・スガルビは、ダルピーノの工房にいた他の画家をたやすく示唆しうる、本作の「ムリーリョ風」肖像画的特質に注目している。かつて、ヴァルター・フリードレンダーなどは、画中の少年をダルピーノ工房の別の画家が描いたと想定したほどである。しかし、現在、本作がカラヴァッジョ1人の手になる作品であるということに疑問を呈する研究者はいない。

## 作品
カラヴァッジョの作品では、いつも中心となる事物や人物が明瞭に示され、それによって集中感とメリハリが示される。本作の主役は果物籠、あるいはその見事な描写そのものであることは明白である。カラヴァッジョは生涯で著作や1通の手紙さえも残していないが、ジェノヴァ出身の銀行家でカラヴァッジョの作品を数点所有していたヴィンチェンツォ・ジュスティニアーニは、「カラヴァッジョは、優れた花の絵を描くのは、人物画と同じくらい手間暇がかかる (あるいは技量が必要だ)、と言いました」と書簡で述べている。カラヴァッジョがミラノで身につけたリアリティの表現は、ローマではまず静物画で発揮された。ダルピーノの工房でも、「花と静物を描く」仕事を与えられたのである。

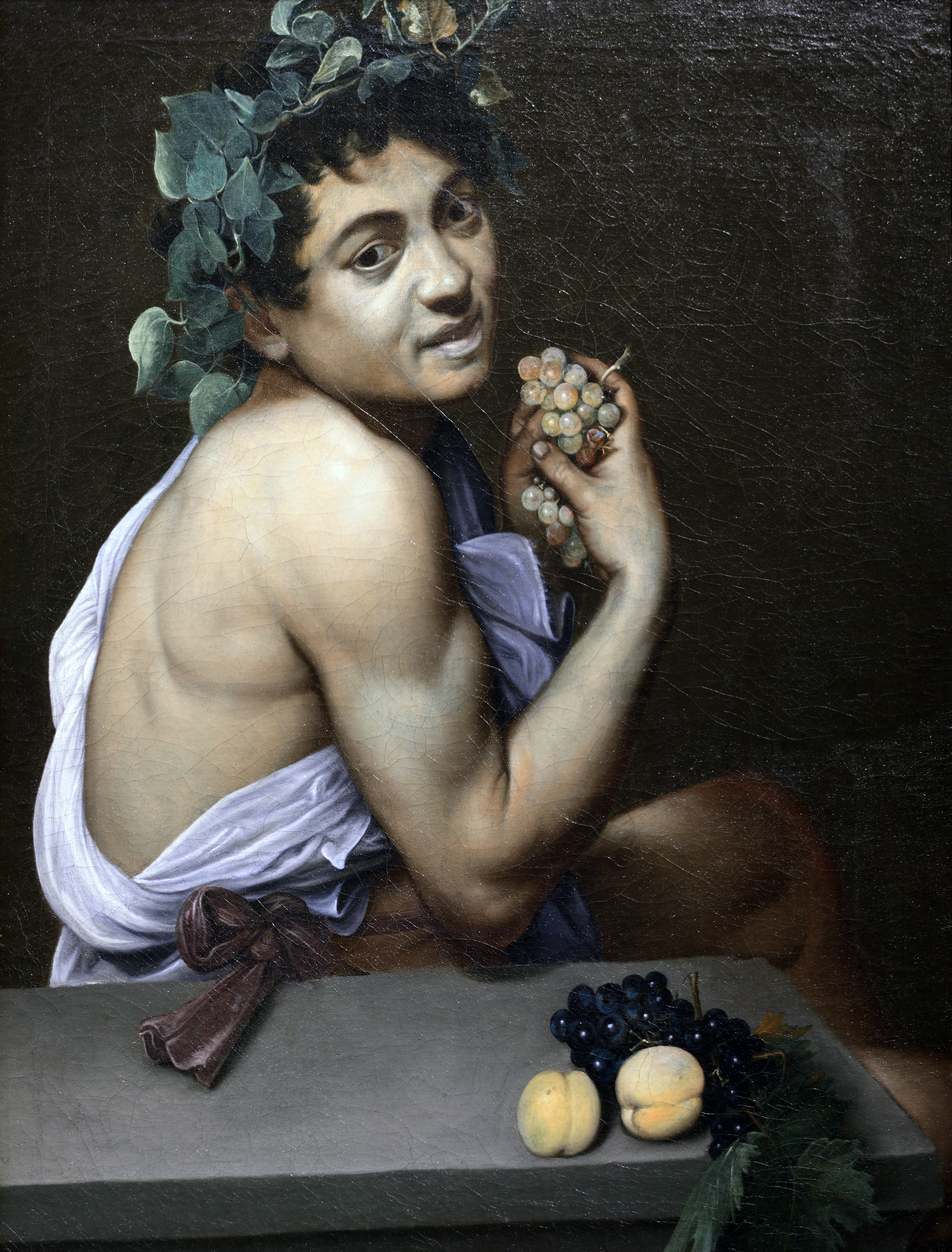
カラヴァッジョ『病めるバッカス』 (1593-1594年ごろ)、ボルゲーゼ美術館、ローマ

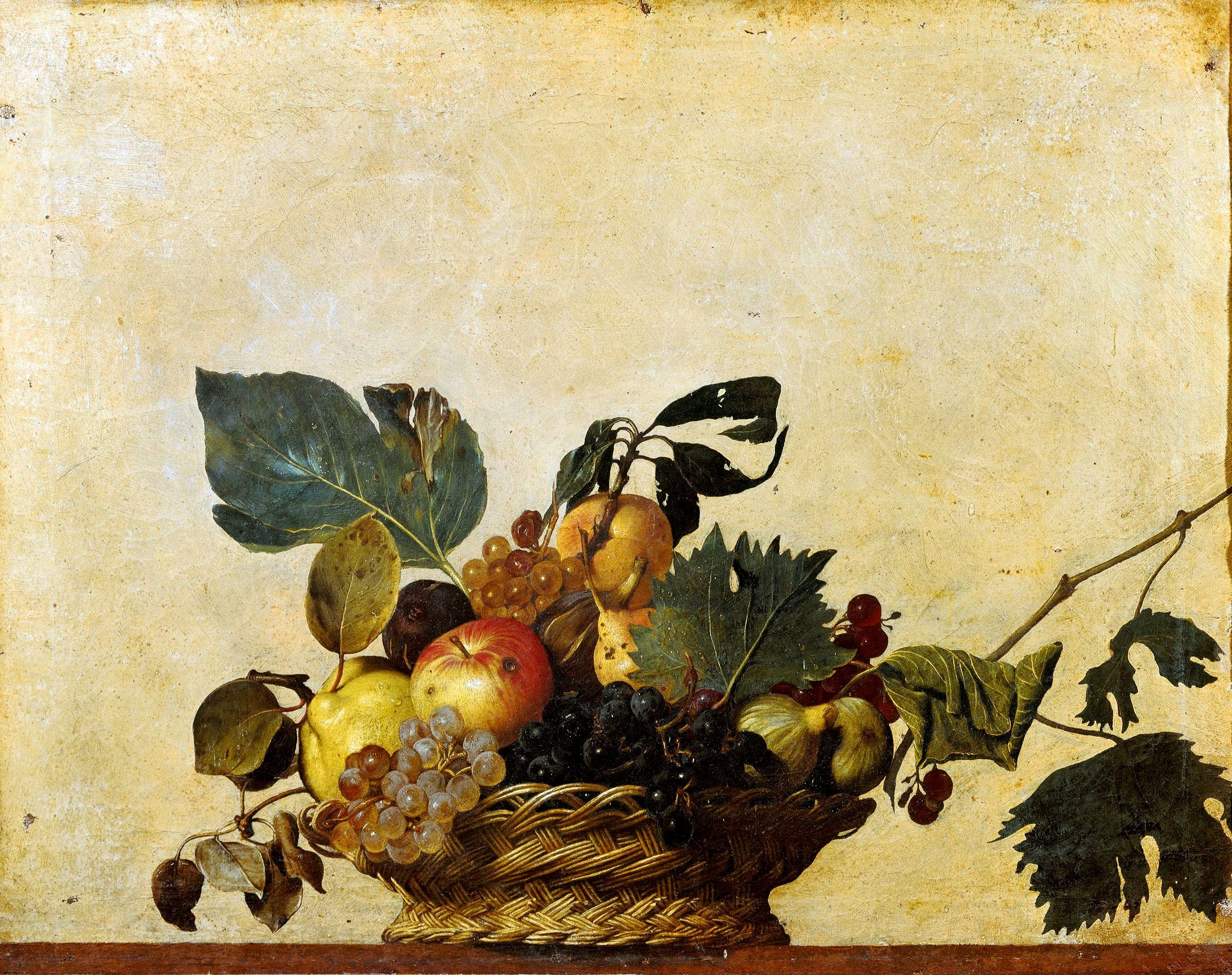
カラヴァッジョ『果物籠』 (1597-1600年ごろ)、アンブロジアーナ絵画館、ミラノ

この絵画は、秋の果物と葉が入った籠を持つ少年を4分の3正面向きで表している。少年は肩をはだけ、薄口を開け、首をかしげてトロンとした目で鑑賞者を見ている。絵画は『病めるバッカス』のように、風俗画にも寓意画にも、あるいは肖像画、さらには神話画にも見える。背景はニュートラルで、室内か戸外かも判然としない。図像の解釈については関連する意味はないとする見解もあるが、様々な比喩的意味があるとする見解が多い。それらは、聖愛、俗愛、性愛、ウェルトゥムヌス、四季 (秋)、五感 (味覚)、ヴァニタス、若さなどを表すというものである。
さらに、本作と古代の美術や文学との関連を指摘する説もある。古代には、ウィトルウィウスが伝える「クセニア」と呼ばれる静物画のジャンルがあった。ウィトルウィウスは、「客に届けられた贈り物を表した絵画のことを、画家たちが『クセニア』と呼ぶ」と記している。古代の果物を描いた絵画については、プリニウスが『博物誌』で伝えるエピソードがある。大画家ゼウクシスがブドウを抱えた少年を描くと、鳥がそのブドウをつつきに来た。するとゼウクシスは、ブドウを持つ少年が鳥を驚かせはしなかったといって絶望した、といったとのことである。このエピソードはジョルジョ・ヴァザーリを含めルネサンスの美術文献の著者たちがこぞって紹介しており、16世紀にはよく知られたものであった。『果物籠を持つ少年』は『病めるバッカス』同様に、カラヴァッジョが教養ある芸術愛好家を念頭に、自分こそ現代のゼウクシスだという意気込みで描かれたのかもしれない。
実際に、この絵画は少年の肌から桃の皮まで、服の襞から籠の編み目まで、すべてを描く画家の能力を誇示するように制作された作品である。ダルピーノの工房で出会ったフロリス・ファン・ダイクらオランダの画家たちの影響であろうか、粉をふいたブドウの質感、ブドウの葉の鮮やかさやリンゴの輝きなど果物は特に絶妙に描かれ、インディアナ州パーデュー大学の園芸・造園学部のジュール・ジャニック教授は園芸学者の観点からそれらを分析した。

籠には...すべてほぼ完璧な状態の、非常に多くの果物が入っており、明るい赤味のある2色の桃が含まれている。ブドウの4つの房は、2つは黒、1つは赤、1つは「白」である。熟したザクロが裂けて開き、赤い種を露わにしている。 4つのイチジクがあり、そのうちの2つは熟していない黒いもので、両方とも割れており、残りの2つは明るい色である。 2つのセイヨウカリンがある。3つのリンゴがあり、2つは赤い。そのうちの1つは赤味が差し、もう1つは縞模様である。もう1つのリンゴは黄色で、あずき色の地に傷がある。小さなナシのある2つの枝があり、1つは真っ赤な部分のある5つの黄色のナシの枝であり、もう1つは半分隠れている、黄色いが赤味のある小さなナシの枝である。さまざまな病気を示している葉もある。真菌の斑点のある顕著なガラス質のブドウの葉と、斜めの縞模様のハマキガに似た白い昆虫の卵塊を持つ葉、およびさまざまな斑点のある桃の葉である。
分析すると、カラヴァッジョがリアルであることが示される。果物籠に入っているものだけを捉えることで、それらの熟度も配置も理想化していない。それでも、ほとんど奇跡的に鑑賞者は果物籠を見ることに引き込まれていく。非常に美しく絶妙な主題である。2012年に行われた作品の分析によって、絵画の下の準備素描が明らかとなり、カラヴァッジョが実物を見てキャンバスに直接その素描を描いたことが確認された。カラヴァッジョの実物を模す写実的描写は、1597-1600年ごろの『果物籠』 (アンブロジアーナ絵画館、ミラノ) で絶頂に達することとなる。